# 渡辺諒
渡辺 諒（わたなべ りょう、本名・芳敬、1952年 - ）は、日本の文芸評論家、早稲田大学教育学部複合文化学科教授。専門はフランス現代思想・文学。

## 経歴
- 宮城県出身。仙台第一高等学校卒業。
- 早稲田大学文学部卒業、同大学院修士課程、パリ第一大学博士課程修了、哲学博士。
- 横浜市立大学助教授在職中の1991年、渡辺諒の筆名で応募した「異邦の友への手紙　ロラン・バルト『記号帝国』再考」で第34回群像新人文学賞評論部門受賞。

## 著書
- バルト以前・バルト以後 言語の臨界点への誘い（1997年、水声社）
- フランス現代思想を読む（1999年、白水社）
- 20世紀フランス思想を読む（2003年、白水社）
- バルト 距離への情熱（2007年、白水社）
- 『エリザベート』読本―ウィーンから日本へ（2010年、青弓社）
- フランス・ミュージカルへの招待（2012年、春風社）

## 翻訳
- アブデルケビル・ハティビ『異邦人のフィギュール』水声社　1995年 叢書言語の政治学
- 『ロラン・バルト著作集 文学のユートピア 1942-1954』みすず書房 2004年
- ハティビ『異邦人のフィギュール』（1995年11月25日、水声社、ISBN 9784891763084）